# Néstor Carballo
Nestor E. Carballo (né le 3 février 1929 à Montevideo en Uruguay et mort le 22 septembre 1981) est un joueur de football international uruguayen, qui évoluait au poste de milieu de terrain.

## Biographie
Néstor Carballo participe à la Coupe du monde 1954 avec l'équipe d'Uruguay. Lors de ce mondial, il joue la demi-finale contre la Hongrie et le match pour la 3e place face à l'Autriche.

## Palmarès
- Champion d'Uruguay en 1952, 1955 et 1957 avec le Nacional Montevideo